# Municipio de North Palmyra
El municipio de North Palmyra (en inglés: North Palmyra Township) es un municipio ubicado en el condado de Macoupin en el estado estadounidense de Illinois. En el año 2010 tenía una población de 854 habitantes y una densidad poblacional de 9,1 personas por km².

## Geografía
El municipio de North Palmyra se encuentra ubicado en las coordenadas 39°28′40″N 89°58′53″O / 39.47778, -89.98139. Según la Oficina del Censo de los Estados Unidos, el municipio tiene una superficie total de 93.84 km², de la cual 93,68 km² corresponden a tierra firme y (0,17 %) 0,16 km² es agua.

## Demografía
Según el censo de 2010, había 854 personas residiendo en el municipio de North Palmyra. La densidad de población era de 9,1 hab./km². De los 854 habitantes, el municipio de North Palmyra estaba compuesto por el 98,48 % blancos, el 0,12 % eran afroamericanos, el 0,47 % eran amerindios, el 0,12 % eran isleños del Pacífico, el 0,12 % eran de otras razas y el 0,7 % eran de una mezcla de razas. Del total de la población el 1,29 % eran hispanos o latinos de cualquier raza.